# 德田敦子
德田敦子（日语：／ Tokuda Atsuko，1955年9月15日—），已退役日本女子羽球運動員，在1970年代末期和1980年代贏得多項日本國內和國際比賽冠軍。 
雖然德田敦子的國際成功大部分來自雙打，但她曾在1978年贏得日本全國單打冠軍。德田敦子的國際勝利包括1978年全英羽球公開錦標賽與高田幹子搭檔贏得女子雙打冠軍，以及1981年和1988年分別與高田幹子和米倉良子合作的丹麥羽球公開賽女子雙打冠軍。她在1980年IBF世界錦標賽與米倉良子一起贏得女子雙打銅牌。德田敦子幫助日本隊在1978年和1981年的優霸盃比賽中贏得冠軍，並且個人創造了強勁的勝利紀錄。